# Campeonato Europeo de Halterofilia de 1980
El LIX Campeonato Europeo de Halterofilia se celebró en Belgrado (Yugoslavia) entre el 26 de abril y el 4 de mayo de 1980 bajo la organización de la Federación Europea de Halterofilia (EWF) y la Federación Yugoslava de Halterofilia.

## Medallistas
| Evento  | Oro                             | Plata                            | Bronce                           |
| ------- | ------------------------------- | -------------------------------- | -------------------------------- |
| 52 kg   | Alexandr Voronin URSS 240,0     | Stefan Leletko · Polonia · 237,5 | Jacek Gutowski · Polonia · 225,0 |
| 56 kg   | Oleg Karayanidi URSS 262,5      | Andreas Letz RDA 257,5           | Frank Mavius RDA 255,0           |
| 60 kg   | Stefan Dimitrov Bulgaria 285,0  | Yurik Sarkisian URSS 280,0       | Wiesław Pawluk · Polonia · 275,0 |
| 67,5 kg | Yanko Rusev Bulgaria 337,5      | Günter Ambraß RDA 315,0          | Karl-Heinz Radschinsky RFA 312,5 |
| 75 kg   | Asen Zlatev Bulgaria 355,0      | Nedelcho Kolev Bulgaria 347,5    | Alexandr Pervi URSS 347,5        |
| 82,5 kg | Yurik Vardanian URSS 367,5      | Detlef Blasche RDA 345,0         | Horst Appel RFA 342,5            |
| 90 kg   | Rumen Alexandrov Bulgaria 390,0 | Valeri Shari URSS 382,5          | Guennadi Bessonov URSS 382,5     |
| 100 kg  | David Rigert URSS 387,5         | Michael Hennig RDA 372,5         | Plamen Asparujov Bulgaria 370,0  |
| 110 kg  | Leonid Taranenko URSS 420,0     | Valentin Jristov Bulgaria 402,5  | Jürgen Ciezki RDA 390,0          |
| +110 kg | Sultan Rajmanov URSS 430,0      | Yevgueni Popov Bulgaria 417,5    | Gerd Bonk RDA 407,5              |

1. 1 2 3  Arrancada (kg) + dos tiempos (kg) = total olímpico (kg).

## Medallero
| Núm. | País     | Oro | Plata | Bronce | Total |
| ---- | -------- | --- | ----- | ------ | ----- |
| 1    | URSS     | 6   | 2     | 2      | 10    |
| 2    | Bulgaria | 4   | 3     | 1      | 8     |
| 3    | RDA      | 0   | 4     | 3      | 7     |
| 4    | Polonia  | 0   | 1     | 2      | 3     |
| 5    | RFA      | 0   | 0     | 2      | 2     |
|      | TOTAL    | 10  | 10    | 10     | 30    |